# Трещенок, Яков Иванович
Я́ков Ива́нович Трещено́к (бел. Якаў Іванавіч Трашчанок; 15 ноября 1931 — 14 августа 2011) — белорусский историк, педагог. Доцент (1996).

## Биография
Родился в городе Минске Белорусской ССР. Окончил историко-географический факультет Минского педагогического института имени Максима Горького (1963). В 1971 году подготовил кандидатскую диссертацию (БГУ; «Документальные материалы ЦГАОР БССР как источник по истории рабочего класса Белоруссии в период первой пятилетки : 1928―1932 гг.»), которую однако не защитил.
С 1967 года — преподаватель, с 1996 года — доцент кафедры восточнославянской и российской истории Могилёвского государственного университета имени А. А. Кулешова.

## Научная деятельность
Занимался изучением вопроса методологии преподавания истории. Входил в состав Государственной комиссии по подготовке учебников в гуманитарно-обществоведческой сфере.
После прихода к власти Александра Лукашенко началось новое переосмысление истории Беларуси в государственническом духе. Как отмечает белорусский историк Александр Смоленчук, со второй половины 90-х годов XX века создаётся своеобразный канон истории Беларуси, основанный на подходе к истории Белоруссии с позиций принципа историзма, автором которого и выступил бывший преподаватель Александра Лукашенко Яков Трещенок. Основной чертой этого канона является  концепция «западнорусизма». В качестве элементов пропагандируемого государством нового исторического сознания называются православный прозелитизм, восстановление в правах  исторической концепции древнерусской народности, резко негативное отношение к националистическому движению и историографии, а также негативное отношение к польскому влиянию на историю Белорусских земель.

## Награды
Награждён белорусским Орденом Почёта (2004).